# 宗義暢
宗義暢（日语：／ Sō Yoshinaga，1741年8月8日—1778年2月1日），日本江戶時代中期大名、對馬府中藩第10代藩主。
宗義暢是第8代藩主宗義如的第三子，幼名直之介。1746年（延享3年）過繼給真孫數馬當養子，元服時接受生父的偏諱，取名真孫如資。後又成為叔父第9代藩主宗義蕃的養子，改名宗義暢。
1762年（寳曆12年）義蕃隱居，他繼位成為家督。同年前往江戶謁見將軍德川家治，敘官從四位下侍從、對馬守。然而，藩政實權仍然掌握在義蕃手中。此時對馬藩財政困窘，就連接待朝鮮通信使的費用都要幕府資助。雖然參勤交代被改為三年一次，但藩財政並未被重建。1763年（寳曆13年），發生對馬藩通詞鈴木傳藏殺害朝鮮使者崔天宗的事件，助長了對馬藩的混亂。
1775年（安永4年），義蕃去世，義暢開始掌握實權。1778年（安永7年）去世，其第四子豬三郎繼位。